# 马西马宁巴
馬西馬寧巴（英語：Masi-Manimba Territory）是剛果民主共和國奎盧省的一個行政區。其首府位於奎盧河支流盧庫拉河沿岸的馬西馬寧巴鎮。盧耶河和卡菲河從南向北流經該地區。馬西馬寧巴面積14,327平方公里。根據2016年的人口估計，馬西馬寧巴的人口為1,571,503人。